# Pellacalyx cristatus
Pellacalyx cristatus är en tvåhjärtbladig växtart som beskrevs av William Botting Hemsley. Pellacalyx cristatus ingår i släktet Pellacalyx, och familjen Rhizophoraceae. Inga underarter finns listade i Catalogue of Life.